# Charles Miller (componist)
Charles Miller (Rusland, 1 januari 1899 – New Hope, 20 oktober 1979) was een Russisch-Amerikaans componist, dirigent, violist, fluitist en saxofonist.

## Levensloop
Miller emigreerde in 1901 met zijn ouders in de Verenigde Staten. Hij studeerde muziektheorie, compositie, orkestdirectie en viool aan de Juilliard School of Music in New York bij Hans Letz, Franz Kneisel en Percy Goetschius. Verder studeerde hij bij Leopold Auer, Carl Flesch en Alfredo Casella. Hij maakt later carrière als dirigent in Parijs en Boedapest en werd in 1941 violist in het Philadelphia Orchestra. 
Miller was ook als componist actief. Hij schreef een Symfonie voor orkest, de Appalachian Mountains, een rapsodie voor orkest, het Harmonica Player of New Orleans (1954) voor harmonieorkest en Cubanaise (1967) voor viool en piano. Het laatstgenoemde werk werd door Mischa Elman bij Decca op cd opgenomen. 